# Budapest parkjainak listája
Budapesten a második világháborút megelőzően 700 katasztrális hold területű zöldfelület volt, mely idegenforgalmi jelentőséggel is bírt. A háború alatt a parkok fáinak és cserjéinek 50%-a, a pázsit 95%-a megsemmisült. Röviddel a háború után, 1947-ben már 200 katasztrális hold felületet rendbe hoztak, rögtön Budapest ostroma után a Szabadság, Vigadó- és Gellért teret. A város parkjainak rendbetétele részét képezte a hároméves tervnek is.

## Legismertebb parkok

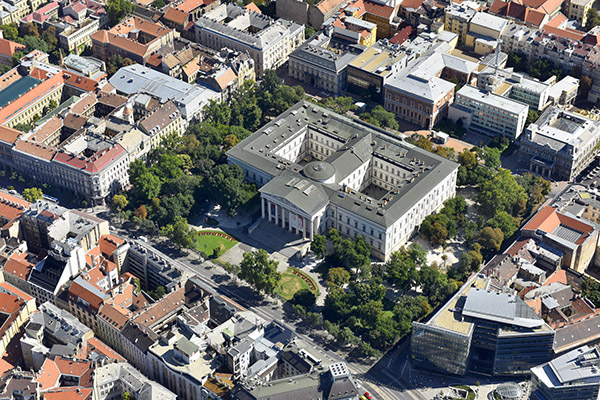
A Múzeumkert madártávlatból

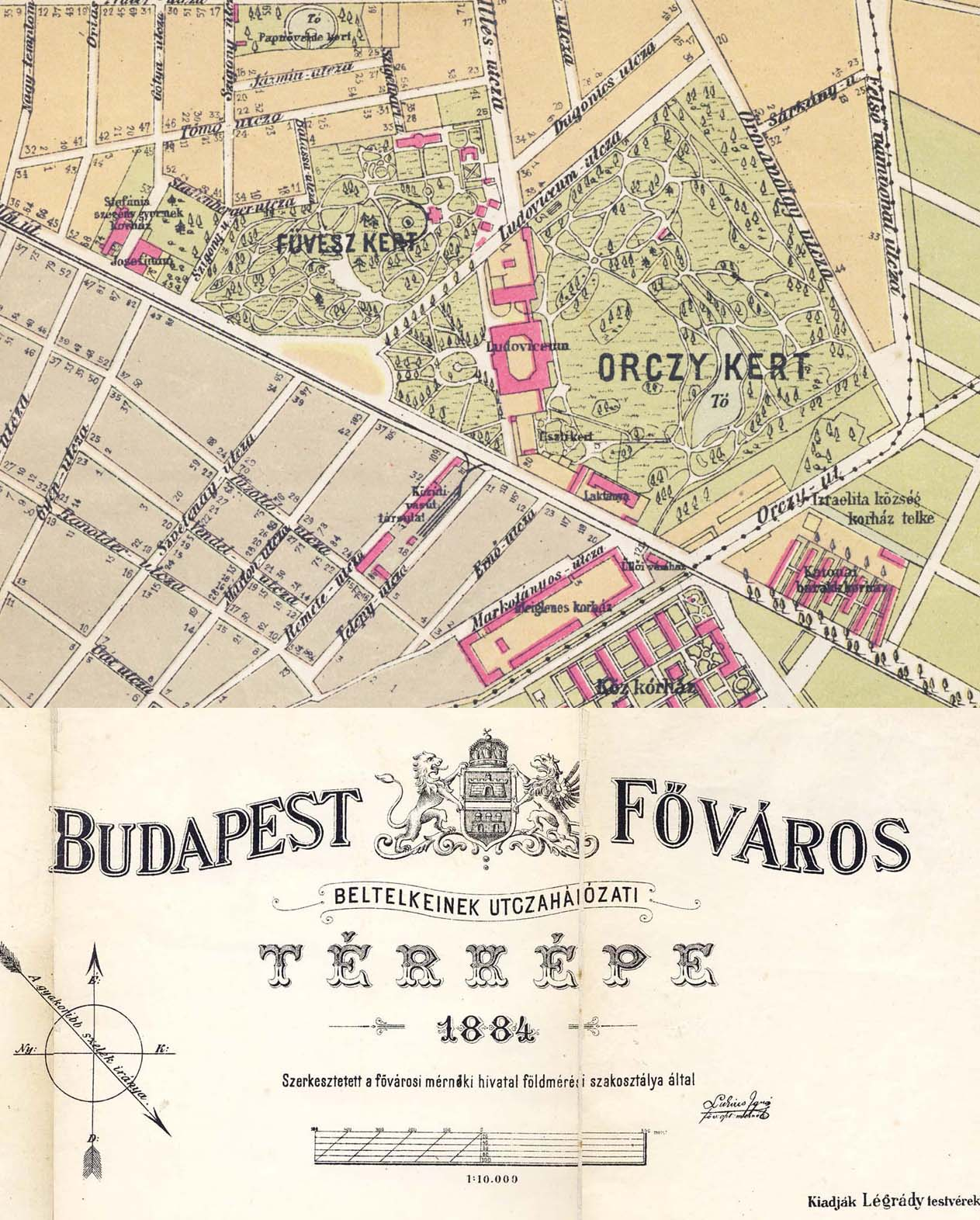
Az Orczy-kert térképe 1884-ből

A fővárosban vannak ismert, nagyobb és kevésbé ismert, helyi jelentőségű parkok. A legismertebbek az alábbiak, ábécérendben:
- A Farkasréti temető és Magyarország egyik legjelentősebb sírkertje Budapest XII. kerületében (Németvölgyi út 99.).
- A Gellért-hegy a rögökre töredezett Budai-hegység legkeletibb röge Budapesten, közvetlenül a Duna partján. Parkosított területe mintegy 161 000 m².
- A Károlyi-kert Budapest V. kerületében a Belváros legrégibb kertje a Ferenczy István utca, a Magyar utca, a Henszlmann Imre utca és a Károlyi-palota épülete között. Területe 7625 négyzetméter.
- A Kerepesi temető, hivatalos nevén Fiumei úti sírkert Budapest VIII. kerületében, a Fiumei út, a Salgótarjáni út, az Asztalos Sándor utca és az Arena Mall között található. Bejárata: Fiumei út 16. Területe 56 hektár, ebből 25 hektár parkosított.
- A Kopaszi-gát 2006-ban nyerte el parkosított arculatát, azóta XI. kerület kedvelt pihenőhelye. A Rákóczi híd budai lábánál található, területe 0.56 km².
- A Margit-sziget a Duna egyik, Budapest XIII. kerületéhez tartozó szigete nagyjából az Árpád híd és a Margit híd között. Hossza 2500 méter, legnagyobb szélessége mintegy 500 méter, területe 96,5 hektár.
- A Múzeumkert a Magyar Nemzeti Múzeumot körülvevő park Budapest VIII. kerületében.
- A Népliget Budapest legnagyobb közparkja a főváros Budapest X. kerületében, a Budapesti összekötő vasútvonal, a Kőbányai út, a Könyves Kálmán körút és az Üllői út között. Területe 1 296 763 m², ebből 919 816 m² parkosított.[3]
- Az Óbudai-sziget a Duna egyik, Óbudához tartozó szigete Aquincum partjához közel. Hossza 2500 méter, legnagyobb szélessége 634 méter, területe 108 hektár. Az egykor itt működött hajógyárról Hajógyári-szigetnek is nevezik.
- Az Orczy-kert, valamint a vele szomszédos Ludovika tér növényzete a báró Orczy család 1794-re kialakított egykori kertjének maradványa Budapest VIII. kerületében. A kertet a tértől az egykori Ludovika Akadémia (jelenleg Természettudományi Múzeum, illetve Raoul Wallenberg Humán Szakképző Iskola és Gimnázium) épületei választják el. A két közterület külső határai, a Korányi Sándor utca, a Diószeghy utca és az Orczy út, illetve a Nagyvárad tér. Az Orczy-kertet az Üllői úttól épületek választják el (egyebek közt a Bárka Színház); magában a parkban is több épület áll.
- A Tabán szűkebb értelemben a Gellérthegy, a Naphegy és a Várhegy közötti medence a Gellérthegytől északra, a Várhegytől délre.
- A Városliget Budapest második legnagyobb közparkja a főváros XIV. kerületében. Közel 1 km²-es területéből mintegy mintegy 81 hektár a tulajdonképpeni park.
- A Városmajor Budapest első közparkja a főváros XII. kerületében, az Isten-hegy, a Martinovics-hegy (Kis-Svábhegy) és a Rózsadomb között. Határai a Szilágyi Erzsébet fasor, a Csaba utca, a Maros utca, a Városmajor utca és az Ignotus utca. Ha hozzászámoljuk a Szent János Kórház előtti kisebb teret is, teljes területe 100 381  m².
- A Vérmező a budai vár körüli egykori glacis (védterület) maradványa Budapest I. kerületében, a Várhegy nyugati oldalán, a Krisztina körút, a Mikó utca és az Attila út között. Ha hozzászámoljuk a Horváth-kertet is, teljes területe 140 000 m².